# Franciszek Ludwik Stevich
Franciszek Ludwik Stevich (także František Ludvík Stevich) (ur. 4 października 1814 w Zaloňovie, zm. 17 sierpnia 1877 w Kuksie) – czeski muzyk działający na ziemiach polskich.

## Życiorys
Od połowy lat 30. XIX wieku wzięty nauczyciel muzyki w Lublinie. W latach 1841–1843 nauczyciel śpiewu kościelnego w Gimnazjum Gubernialnym Lubelskim, a potem w Aleksandryskim Instytucie Wychowania Panien w Puławach, z którym przeniósł się do Warszawy. Krótko był profesorem Instytutu Muzycznego w Warszawie.
Skomponował m.in. dwie msze polskie, pieśni kościelne, walce na fortepian, uwerturę. Był także publicystą ("Ruch Muzyczny").
W Lublinie ożenił się z Marcjanną Górecką. Mieli troje dzieci: Ludwikę Wilhelminę (ur. 1838), Rozalię Zofię Marię (1841-1842) i Stanisława Dominika Michała (ur. 1850).